# 帕米利 (北卡羅萊納州)
帕米利（英語：Parmele）是一個位於美國北卡羅萊納州馬丁縣的城鎮。

## 人口
根據2020年美國人口普查的數據，帕米利的面積為3.00平方千米，皆為陸地。當地共有人口243人，而人口密度為每平方千米81人。